# Prêmio Guarani de Cinema Brasileiro 2005
O Prêmio Guarani de Cinema Brasileiro de 2005 é a décima edição do Prêmio Guarani, organizada pela Academia Guarani de Cinema. Os indicados passaram por uma criteriosa avaliação de críticos de cinema de todas as regiões do Brasil, que elegeram cinco finalistas que se destacaram no cinema durante o ano de 2004 nas 19 categorias da premiação.

## Vencedores e indicados
Os vencedores estão em negrito, de acordo com o site Papo de Cinema:
| Melhor Filme | Melhor Direção |
| --- | --- |
| - Redentor – Cláudio Torres e Leonardo Monteiro de Barros - Cazuza: O Tempo Não Para – Daniel Filho - Contra Todos – Fernando Meirelles, Roberto Moreira, Andrea Barata Ribeiro, Geórgia Costa Araújo e Bel Berlinck - Nina – Fabiano Gullane, Caio Gullane e Débora Ivanov - O Outro Lado da Rua – Marcos Bernstein e Katia Machado | - Cláudio Torres – Redentor - Heitor Dhalia – Nina - João Moreira Salles – Entreatos - Roberto Moreira – Contra Todos - Sandra Werneck e Walter Carvalho – Cazuza: O Tempo Não Para |
| Melhor Atriz | Melhor Ator |
| - Guta Stresser – Nina como Nina - Camila Morgado – Olga como Olga Benário Prestes - Fernanda Montenegro – O Outro Lado da Rua como Regina Bragança - Marieta Severo – A Dona da História como Carolina - Sílvia Lourenço – Contra Todos como Soninha                                                                                | - Daniel de Oliveira – Cazuza: O Tempo Não Para como Cazuza - José Dumont – Narradores de Javé como Antonio Biá - Paulo José – Benjamim como Benjamin Zambraia - Pedro Cardoso – Redentor como Célio Rocha - Raul Cortez – O Outro Lado da Rua como Dr. Carmago                                                                |
| Melhor Atriz Coadjuvante | Melhor Ator Coadjuvante |
| - Myriam Muniz – Nina como Dona Eulália - Ana Beatriz Nogueira – O Vestido como Ângela - Débora Falabella – A Dona da História como Carolina - Fernanda Montenegro – Redentor como Dona Isaura - Marieta Severo – Cazuza: O Tempo Não Para como Lucinha Araújo                                                                       | - Ailton Graça – Contra Todos como Waldomiro - Caco Ciocler – Olga como Luís Carlos Prestes - Lázaro Ramos – Meu Tio Matou um Cara como Éder Fragoso - Lúcio Mauro – Redentor como Tísico - Rodrigo Santoro – A Dona da História como Luiz Cláudio (jovem)                                                                     |
| Melhor Roteiro Original | Melhor Roteiro Adaptado |
| - Redentor – Cláudio Torres, Fernanda Torres e Elena Soarez - Como Fazer um Filme de Amor – Luiz Moura e José Roberto Torero - Contra Todos – Roberto Moreira - O Outro Lado da Rua – Melanie Dimantas - Seja o que Deus Quiser! – Murilo Salles                                                                                     | - Benjamim – Jorge Furtado, Monique Gardenberg e Glênio Póvoas - Cazuza: O Tempo Não Para – Fernando Bonassi e Victor Navas - A Dona da História – João Emanuel Carneiro e Daniel Filho - Nina – Marçal Aquino e Heitor Dhalia - Olga – Rita Buzzar                                                                            |
| Melhor Fotografia | Melhor Direção de Arte |
| - Nina – José Roberto Eliezer - Benjamim – Marcelo Durst - A Dona da História – José Roberto Eliezer - Olga – Ricardo Della Rosa - Redentor – Ralph Strelow | - Olga – Tiza de Oliveira - Cazuza: O Tempo Não Para – Claudio Amaral Peixoto - A Dona da História – Clovis Bueno - Nina – Guta Carvalho, Akira Goto - Redentor – Tule Peak |
| Melhor Figurino | Melhor Maquiagem |
| - Olga – Paulo Lóes - A Dona da História – Bia Salgado - Nina – Verônica Julian e Juliana Prysthon - Noite de São João – Tânia Oliveira - Redentor – Marcelo Pies | - Olga – Marlene Moura - Cazuza: O Tempo Não Para – Juliana Mendes - Nina – Gabi Moraes - O Outro Lado da Rua – Marcos Guttmann - Redentor – Martin Macias Trujillo |
| Melhor Edição | Melhor Efeito Visual |
| - Nina – Estevan Santos - Cazuza: O Tempo Não Para – Sérgio Mekler - A Dona da História – Felipe Lacerda - Meu Tio Matou um Cara – Giba Assis Brasil - Redentor – Vicente Kubrusly | - Redentor – Fábio Soares - A Dona da História – Marcelo Siqueira - Nina – Fabiano Gullane e Caio Gullane - Olga – Sergio Farjalla Jr - Viva Voz – Marcelo Siqueira |
| Melhor Som | Melhor Trilha Sonora |
| - Redentor – Beto Ferraz e Mark Van Der Willingen - Cazuza: O Tempo Não Para – Miriam Biderman - A Dona da História – Miriam Biderman, Zezé d’Alice, Fernando Henna e Daniel Turini - Olga – Alessandro Laroca, Eduardo Virmond Lima, Fernando Lobo e Jorge Saldanha - Viva Voz – Cauê Custódio e Beto Ferraz                        | - Cazuza: O Tempo Não Para – Guto Graça Mello - Benjamim – Arnaldo Antunes e Chico Neves - A Dona da História – Chico Buarque de Hollanda e DJ Memê - Meu Tio Matou um Cara – André Moraes e Caetano Veloso - Nina – Antonio Pinto                                                                                             |
| Melhor Documentário | Revelação do Ano |
| - O Prisioneiro da Grade de Ferro – Gustavo Steinberg - Entreatos – Raquel Freire Zangrandi - Fábio Fabuloso – Alfio Lagnado - Justiça – Luis Vidal, Renée van der Grinten, Niek Koppen, Jan De Ruiter - Peões – João Moreira Salles, Mauricio Andrade Ramos                                                                         | - Daniel de Oliveira – Cazuza: O Tempo Não Para como Cazuza - Cléo Pires – Benjamim como Ariela Masé / Castana Beatriz - Débora Lamm – Seja o que Deus Quiser! como Ruth - Heitor Dhalia – diretor de Nina - Sílvia Lourenço – Contra Todos como Soninha                                                                       |
| Melhor Filme Estrangeiro | Júri Popular |
| - Brilho Eterno de uma Mente Sem Lembranças (Estados Unidos) - O Abraço Partido (Argentina) - Diários de Motocicleta (Brasil) - Má Educação (Espanha) - Moça com Brinco de Pérola (Inglaterra) | - A Dona da História – Daniel Filho - Cazuza: O Tempo Não Para – Daniel Filho - Meu Tio Matou um Cara – Guel Arraes, Nora Goulart, Paula Lavigne, Luciana Tomasi - Olga – Rita Buzar, Carlos Eduardo Rodrigues - Sexo, Amor & Traição – Daniel Filho, Vilma Lustosa, Marcos Didonet, Iafa Britz, Marc Bechar, Walkiria Barbosa |